# Winnemucca Sand Dunes
Les dunes de sable de Winnemucca sont une zone de dunes de sable situées dans le comté de Humboldt, au Nevada. Bien que faisant moins de 30 mètres de haut, les dunes s'étendent sur une superficie d'environ 64 kilomètres d'est en ouest à travers la partie sud du comté. Elles sont situées au nord de la ville de Winnemucca, leur homonyme. La propriété des dunes est un mélange en damier de propriétés privées et de terrains appartenant au Bureau of Land Management. Les activités sur les dunes comprennent des visites touristiques et des balades en VTT,.

Des parties du film de 1926 La Conquête de Barbara Worth ont été tournées dans ces dunes.

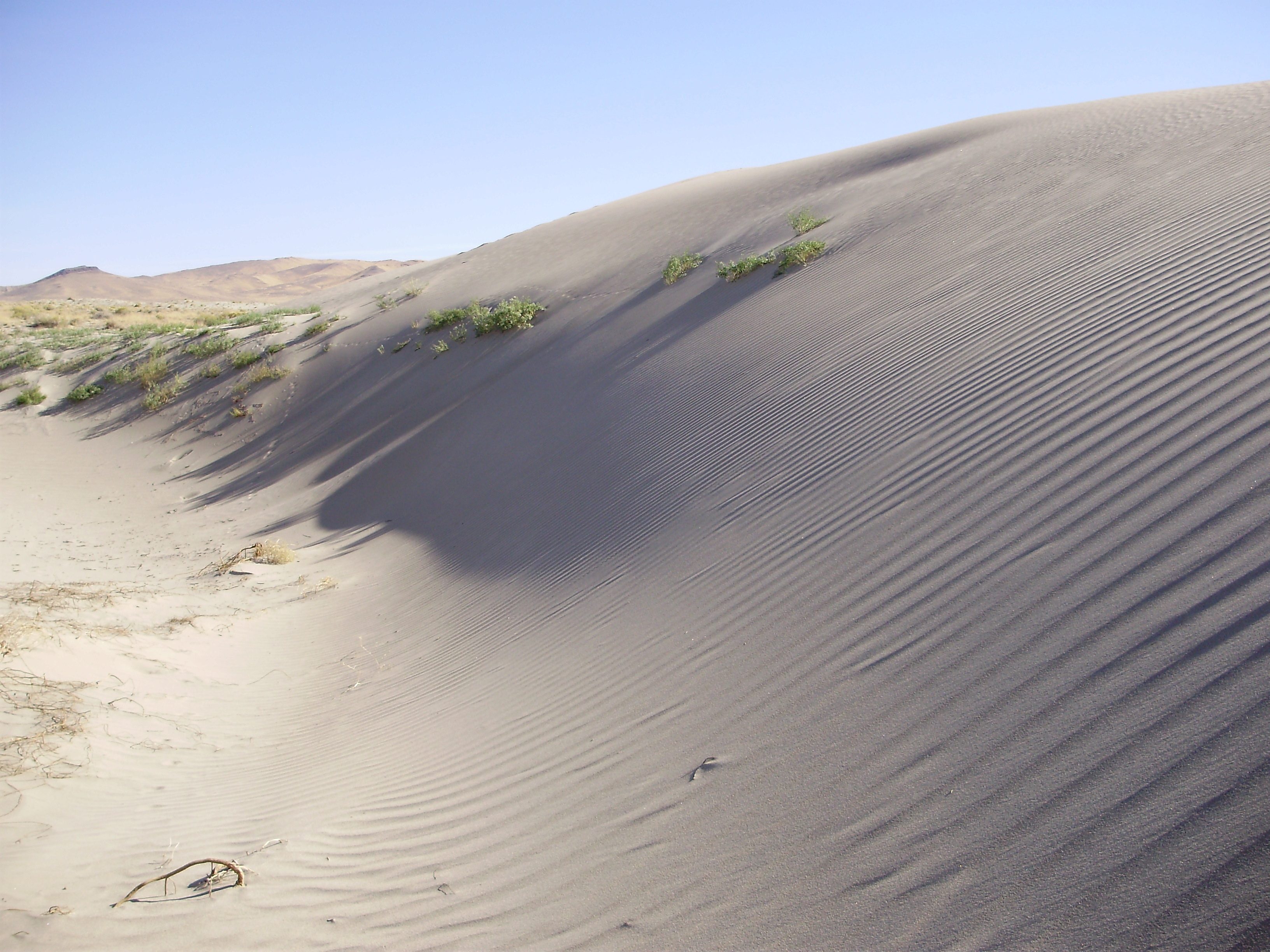
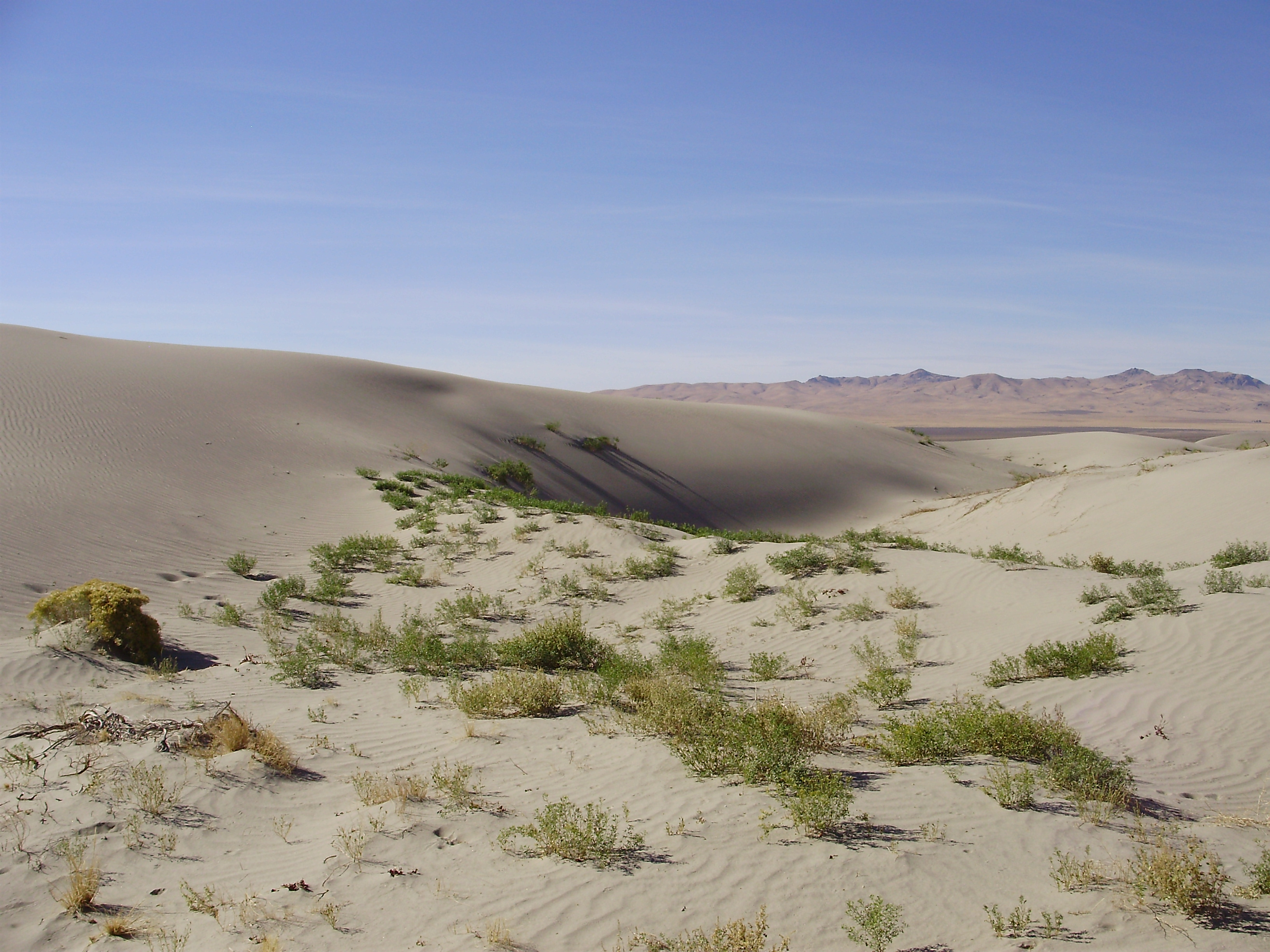
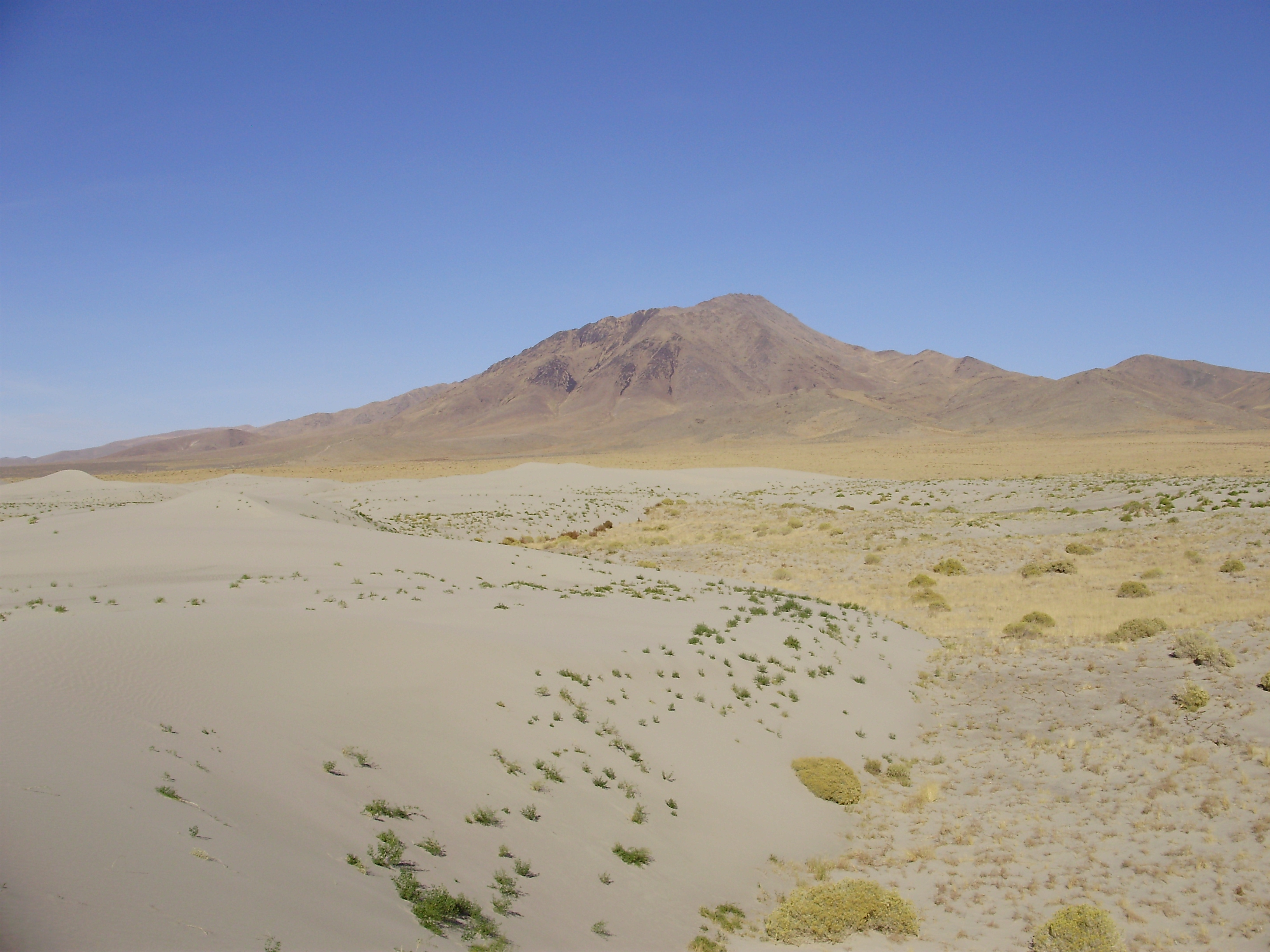
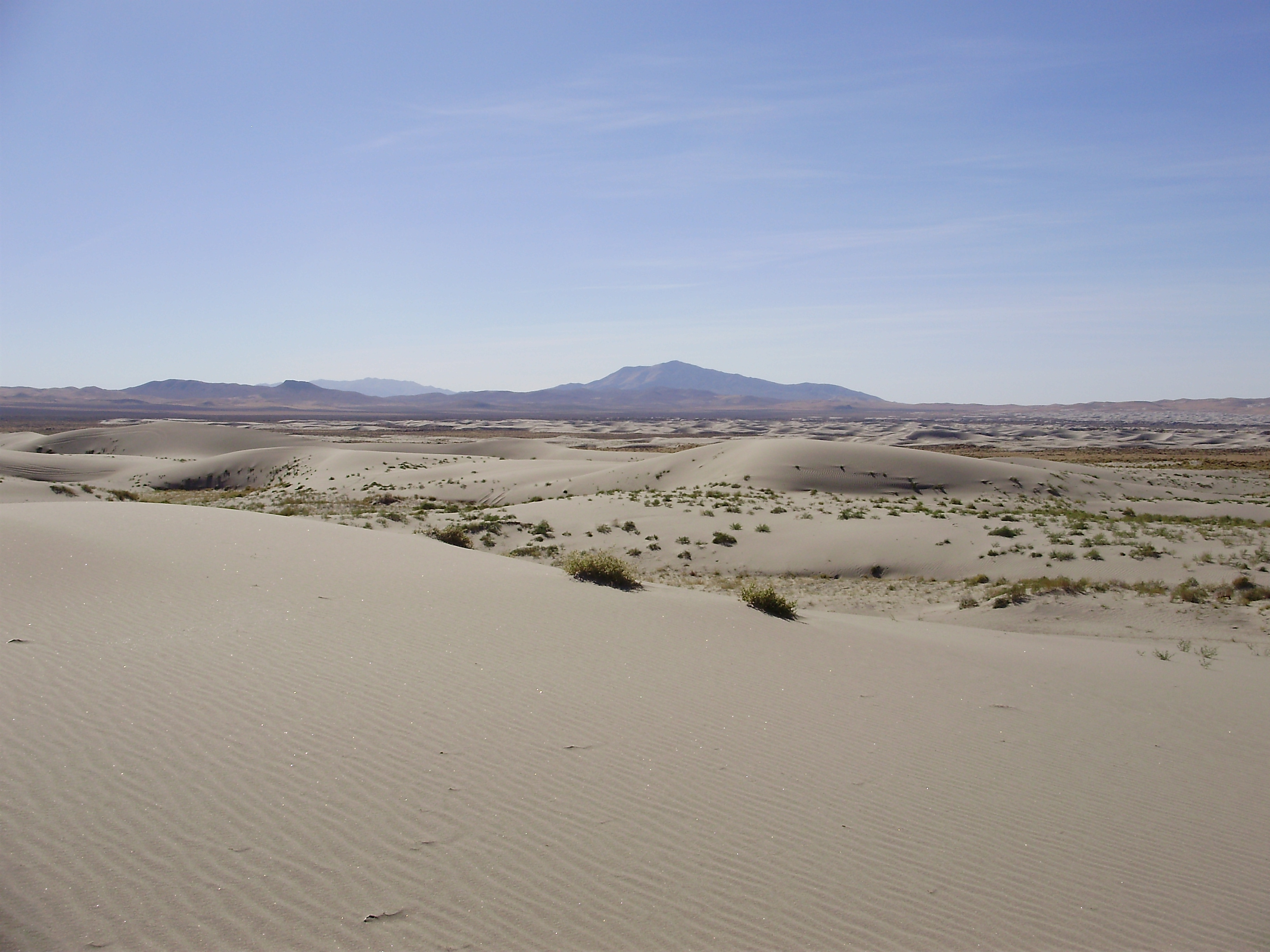